# Гарнцев, Михаил Анатольевич
Михаи́л Анато́льевич Га́рнцев (26 июля 1953, Москва) — российский философ и переводчик, кандидат философских наук (1981), доцент, заслуженный преподаватель МГУ имени М. В. Ломоносова (2005), является специалистом в области истории зарубежной философии.

## Биография
Родился в Москве в семье дипломата. В 1975 году с отличием окончил Философский факультет МГУ имени М. В. Ломоносова, в 1978 году — аспирантуру кафедры Истории зарубежной философии Философского факультета МГУ. С 1979 по настоящее время — на научной и преподавательской работе на той же кафедре. Известен экстраординарной формой подачи материала. В 1981 году М. А. Гарнцев защитил кандидатскую диссертацию на тему «Философская предыстория картезианского „Cogito“». В 2005 году удостоен звания «Заслуженный преподаватель МГУ имени М. В. Ломоносова».
Научная деятельность
- М. А. Гарнцев — член редакционной коллегии серии «Bibliotheca Scholastica», в рамках которой принял участие в издании, в качестве переводчика и комментатора, сочинений Боэция Дакийского, Уильяма Оккама, Фомы Аквинского, Роберта Гроссетеста.
- Предмет исследований — философская мысль Древнего Востока, античности, средневековья и нового времени. В настоящее время в центре научных интересов — позднеантичный неоплатонизм (Плотин, Прокл, Дамаский). Изучает закономерности философского осмысления структур человеческого самосознания (на основе имманентного и сравнительного анализа концепций самосознания, разработанных Аристотелем, Плотином, Августином, средневековыми схоластами, Декартом и др.). Владеет английским, немецким, французским, итальянским и тибетским языками, а также рядом древних языков: латинским, древнегреческим, санскритом, пали, древнееврейским, египетским.
- Главные научные результаты: нетривиальный взгляд на соотношения чистого и эмпирического «Я», интуиции и дискурсивного мышления, всевременности и длительности, свободы и необходимости.

## Переводческая деятельность
С латинского языка:
- Декарт Рене. Правила для руководства ума // Декарт Р. Соч. T.I. M., 1989 Архивная копия от 12 мая 2008 на Wayback Machine;
- Томмазо де Вио (Каэтан). О понятии сущего // Историко-философский ежегодник-91. М., 1991;
- Уильям Оккам. Избранное (совместно с А. В. Апполоновым) // М., 2002.

С греческого языка:
- Плотин. О благе или едином (VI 9[9) // Логос. 1992. № 3;
- Плотин. Об исторжении (I 9). О сущности души I (IV 2). О сущности души II (IV 1) // Плотин. Соч. СПб.; М., 1995.

## Сочинения и публикации
- Плотин о соотношении дискурсивного и недискурсивного мышления // Некоторые вопросы историко-философской науки. М., 1984;
- Проблема самосознания в античной и раннесредневековой европейской философии (Аристотель, Плотин, Августин) // Историко-философский ежегодник—86. М., 1986;
- Проблема самосознания в западноевропейской философии (от Аристотеля до Декарта). М., 1987; Архивная копия от 14 мая 2008 на Wayback Machine
- От Бонавентуры к Дунсу Скоту: к характеристике августинианства второй половины XIII — начала XIV в. // Средние века. Вып.51. М., 1988;
- Антропология в византийской мысли: к характеристике концептуальной парадигмы // Логос. 1991. № 1; Архивная копия от 25 июня 2008 на Wayback Machine
- Проблема абсолютной свободы у Декарта // Логос. 1996. № 8; пер.: The problem of absolute freedom in Descartes // Russian Studies in Philosophy. 1998. Vol. 37. No. 2
- Дамаский о невыразимом // Логос. 1999. № 6(16) Архивная копия от 17 мая 2008 на Wayback Machine
- Пьер Адо и его подход к античной философии // Адо Пьер. Что такое античная философия? — М., 1999. Архивная копия от 4 апреля 2008 на Wayback Machine
- Августин //Августин: pro et contra. М., 2002 (недоступная ссылка)  (недоступная ссылка с 21-05-2013 [4469 дней])
- О категории «Маат» и некоторых проблемах изучения древнеегипетской мысли // Жданов В. В. Эволюция категории «Маат» в древнеегипетской мысли. М., 2006.
- Симпликий об аристотелевской трактовке времени и «теперь» // Историко-философский альманах. Вып.4. М., 2012.
- Сен-Викторская школа и трактат «О созерцании и его видах» // Историко-философский альманах. Вып.5. М., 2015.
- Гарнцев М. А. Вальтер Сен-Викторский // Большая российская энциклопедия: научно-образовательный портал. 2023.